# Mélancolie heureuse
Albums de Tim Dup
Qu'en restera-t-il ?
(2020)
Singles
1. TER Centre
Sortie : 27 avril 2016
2. Vers les ourses polaires
Sortie : 24 août 2016
3. Moïra Gynt
Sortie : 1er mars 2017
4. Soleil noir
Sortie : 7 juillet 2017
5. Une envie méchante
Sortie : 30 octobre 2017
6. Nous sommes
Sortie : 29 juin 2018
7. Mourir vieux (avec toi)
Sortie : 14 septembre 2018
8. Demain, peut-être
Sortie : 2 novembre 2018

Mélancolie heureuse est le premier album studio du chanteur français Tim Dup, sorti le 27 octobre 2017.

## Historique
C'est le premier album d'un chanteur de 22 ans, Tim Dup, qui y associe du hip hop, des beats électroniques minimalistes et de la chanson classique,.
Une réédition, Mélancolie heureuse - Nouvelle impression, composée de cinq nouveaux titres en plus, est sortie le 2 novembre 2018.

## Liste des titres
Toutes les chansons sont écrites et composées par Timothée Duperray.
| Mélancolie heureuse - Edition originale | Mélancolie heureuse - Edition originale | Mélancolie heureuse - Edition originale | Mélancolie heureuse - Edition originale | Mélancolie heureuse - Edition originale | Mélancolie heureuse - Edition originale | Mélancolie heureuse - Edition originale | Mélancolie heureuse - Edition originale | Mélancolie heureuse - Edition originale | Mélancolie heureuse - Edition originale |
| No                                      | Titre                                   | Durée                                   |                                         |                                         |                                         |                                         |                                         |                                         |                                         |
| --------------------------------------- | --------------------------------------- | --------------------------------------- | --------------------------------------- | --------------------------------------- | --------------------------------------- | --------------------------------------- | --------------------------------------- | --------------------------------------- | --------------------------------------- |
| 1.                                      | Paradoxe                                | 3:35                                    |                                         |                                         |                                         |                                         |                                         |                                         |                                         |
| 2.                                      | Mortelle Habanera                       | 3:56                                    |                                         |                                         |                                         |                                         |                                         |                                         |                                         |
| 3.                                      | L'envol                                 | 4:17                                    |                                         |                                         |                                         |                                         |                                         |                                         |                                         |
| 4.                                      | Où tu vas ?                             | 3:46                                    |                                         |                                         |                                         |                                         |                                         |                                         |                                         |
| 5.                                      | Vers les ourses polaires                | 3:59                                    |                                         |                                         |                                         |                                         |                                         |                                         |                                         |
| 6.                                      | Bons vivants                            | 3:50                                    |                                         |                                         |                                         |                                         |                                         |                                         |                                         |
| 7.                                      | Un peu de mélancolie heureuse           | 4:57                                    |                                         |                                         |                                         |                                         |                                         |                                         |                                         |
| 8.                                      | Soleil noir                             | 4:23                                    |                                         |                                         |                                         |                                         |                                         |                                         |                                         |
| 9.                                      | Moïra Gynt                              | 3:23                                    |                                         |                                         |                                         |                                         |                                         |                                         |                                         |
| 10.                                     | Comme un écho                           | 2:49                                    |                                         |                                         |                                         |                                         |                                         |                                         |                                         |
| 11.                                     | Une envie méchante                      | 3:39                                    |                                         |                                         |                                         |                                         |                                         |                                         |                                         |
| 12.                                     | Fin août (Interlude)                    | 1:03                                    |                                         |                                         |                                         |                                         |                                         |                                         |                                         |
| 13.                                     | Fin août (Instrumental)                 | 3:03                                    |                                         |                                         |                                         |                                         |                                         |                                         |                                         |
| 14.                                     | TER Centre                              | 3:53                                    |                                         |                                         |                                         |                                         |                                         |                                         |                                         |
| 50:33                                   |                                         |                                         |                                         |                                         |                                         |                                         |                                         |                                         |                                         |

Toutes les chansons sont écrites et composées par Timothée Duperray.
| Mélancolie heureuse - Nouvelle impression | Mélancolie heureuse - Nouvelle impression | Mélancolie heureuse - Nouvelle impression | Mélancolie heureuse - Nouvelle impression | Mélancolie heureuse - Nouvelle impression | Mélancolie heureuse - Nouvelle impression | Mélancolie heureuse - Nouvelle impression | Mélancolie heureuse - Nouvelle impression | Mélancolie heureuse - Nouvelle impression | Mélancolie heureuse - Nouvelle impression |
| No                                        | Titre                                     | Durée                                     |                                           |                                           |                                           |                                           |                                           |                                           |                                           |
| ----------------------------------------- | ----------------------------------------- | ----------------------------------------- | ----------------------------------------- | ----------------------------------------- | ----------------------------------------- | ----------------------------------------- | ----------------------------------------- | ----------------------------------------- | ----------------------------------------- |
| 15.                                       | Nous sommes                               | 2:30                                      |                                           |                                           |                                           |                                           |                                           |                                           |                                           |
| 16.                                       | Demain, peut-être                         | 3:28                                      |                                           |                                           |                                           |                                           |                                           |                                           |                                           |
| 17.                                       | Mourir vieux (avec toi)                   | 3:19                                      |                                           |                                           |                                           |                                           |                                           |                                           |                                           |
| 18.                                       | Mortelle Habanera ( Pavane Remix)         | 5:07                                      |                                           |                                           |                                           |                                           |                                           |                                           |                                           |
| 19.                                       | Fin août (Yuksek Remix)                   | 6:05                                      |                                           |                                           |                                           |                                           |                                           |                                           |                                           |
| 71:02                                     |                                           |                                           |                                           |                                           |                                           |                                           |                                           |                                           |                                           |